# Marquain
Marquain est une section de la ville belge de Tournai, située en Wallonie picarde et en Flandre romane dans la province de Hainaut.

## Évolution démographique
- Sources : INS, Rem. : 1831 jusqu'en 1970 = recensements, 1976 = nombre d'habitants au 31 décembre.

## Histoire

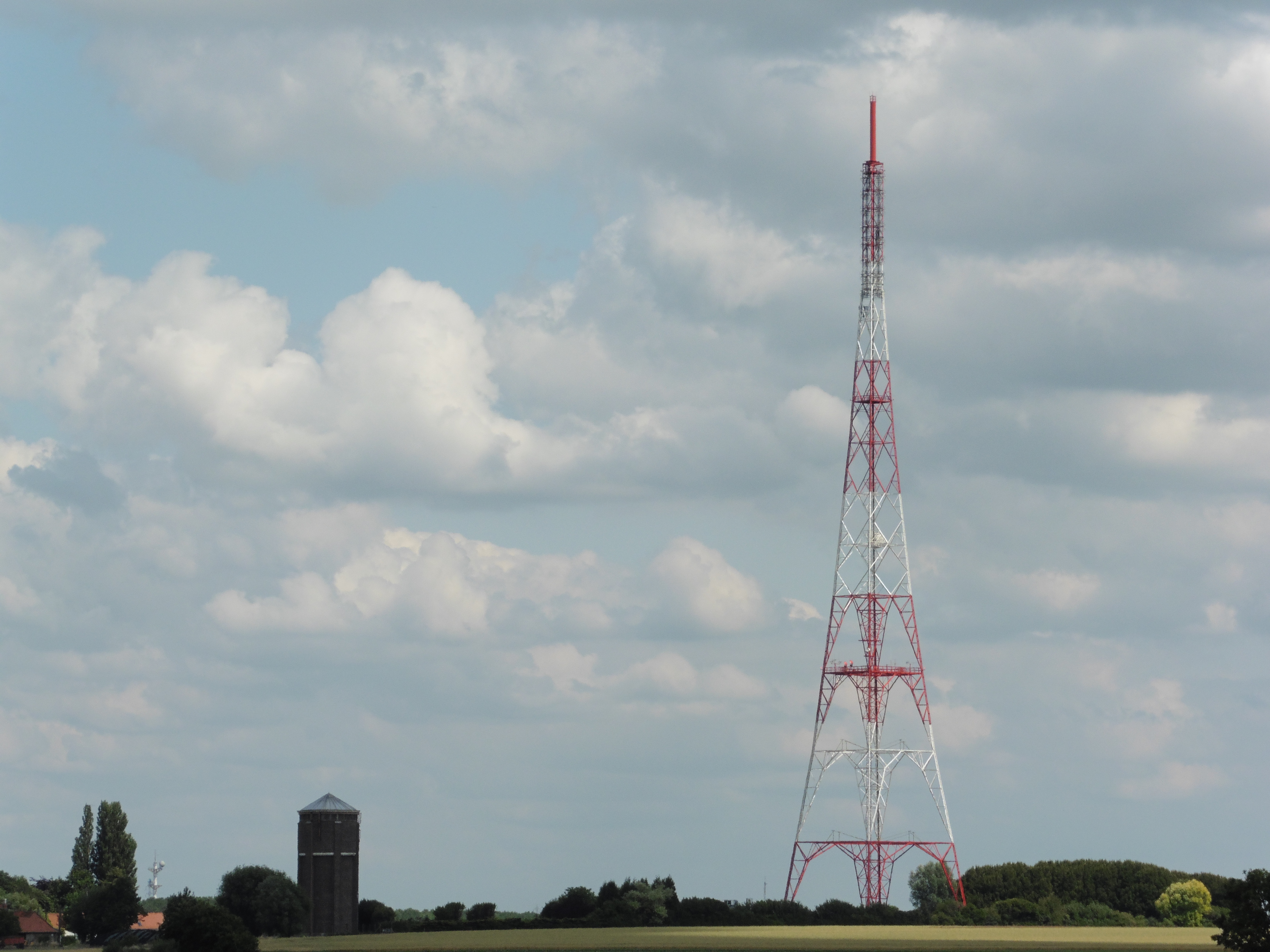
Site du combat de la bataille de Marquain.

Le nom est dérivé du germanique et signifie « enceinte fortifiée ». Marquain a d'abord été une « villa royale cédée en 902 par Charles le simple à l'église de Noyon-Tournai. »
Marquain devient ensuite une seigneurie. Vers 1781, Jean Baptiste Marie Van Zeller (1748-1813), écuyer, est seigneur de Marquain, Olnois. Il est le fils de Roland Théodore, écuyer, seigneur d'Ooshove (seigneurie dépendant de celle de Nieppe), et de Marie Catherine Cécile Wacrenier. Il nait à Lille en avril 1748 (baptisé le 7 avril 1748), devient bourgeois de Lille le 25 avril 1782, se réfugie à Fontainebleau pendant les années 1792 à 1797 (pendant la Terreur) et les années qui suivent), et meurt à Lille le 4 septembre 1813, à 65 ans. Il épouse à Lille le 22 novembre 1781 Marie Françoise Philippine Potteau (1762-1848), fille de Denis Joseph Marie, écuyer, seigneur de La Chaussée, bourgeois de Lille, greffier de la gouvernance de Lille après son père, et de Marie Françoise Joseph Aronio. Elle nait en 1762 et meurt à Lille le 24 janvier 1848, à 85 ans.
Le 29 avril 1792 pendant la Révolution française, Marquain fut le lieu d'une déroute Française contre les troupes de l'Archiduché d'Autriche.
C'était une commune à part entière avant la fusion des communes de 1977.